# Guaca
Guaca là một khu tự quản thuộc tỉnh Santander, Colombia. Thủ phủ của khu tự quản Guaca đóng tại Guaca Khu tự quản Guaca có diện tích 271 ki lô mét vuông. Đến thời điểm ngày 28 tháng 5 năm 2005, khu tự quản Guaca có dân số 6864 người.